# Josep Lluis Romero
Josep Lluis Romero (ur. 5 stycznia 1945 w Madrycie) - trener katalońskiej drużyny FC Barcelona w roku 1983. Był jednym z najkrócej urzędujących trenerów. Przed nim na tym stanowisku był Udo Lattek. Następcą Romero był Cesar Luis Menotti.